# Pala di Londra
La Pala di Londra è un dipinto a olio su tela (352x228 cm) del Moretto, databile al 1540 circa e conservato nella National Gallery di Londra, nella Central Hall.
L'opera, di provenienza ignota, fu dipinta molto probabilmente per una chiesa fuori dal contesto bresciano, ripetendo, per la raffigurazione dei santi, alcuni modelli già utilizzati in opere precedenti. La tela, oltretutto, è composta da ben sette pezzi, uniti tra loro in modo molto insolito. Il dipinto è databile a dopo il 1540, ma è costruito su un'impostazione ormai molto collaudata nel Moretto e legata alla produzione giovanile. Sono inoltre riscontrabili vari interventi di bottega, soprattutto nella metà superiore.

## Storia
È ignota la destinazione originale della grande tela che, per le sue notevoli dimensioni, doveva servire da pala per un ampio altare dedicato a san Bernardino da Siena, data la rilevanza centrale che il santo occupa all'interno del gruppo. Inoltre, le iscrizioni sul libro da lui retto e sulle mitrie ai suoi piedi fanno riferimento alle diocesi cui il santo rinunciò. È verosimile anche la destinazione a una chiesa francescana, vista la presenza di ben tre santi legati all'Ordine francescano: san Francesco d'Assisi, santa Chiara e lo stesso san Bernardino.
Un catalogo del 1858 della collezione di lord Northwick afferma che il dipinto proviene dalla chiesa dei Santi Faustino e Giovita. L'affermazione deve considerarsi errata per varie ragioni: nessuna guida storica di Brescia lo segnala e, oltretutto, la chiesa è sempre stata annessa a un monastero dell'Ordine benedettino, al quale non si lega il culto dei santi raffigurati nella pala. A Brescia, inoltre, non esistette mai una chiesa dedicata a san Bernardino da Siena.
La provenienza da una chiesa bresciana sarebbe poi abbastanza sorprendente, visto che tutti e cinque i santi raffigurati in basso ripetono modelli già utilizzati per pale di chiese locali: san Girolamo è lo stesso visibile nella Santa Margherita d'Antiochia tra i santi Girolamo e Francesco d'Assisi (chiesa di San Francesco d'Assisi, datata 1530), i santi Giuseppe, Francesco e Nicola ripetono le medesime figure dell'Incoronazione della Vergine con i santi Michele Arcangelo, Giuseppe, Francesco d'Assisi e Nicola di Bari (collegiata dei Santi Nazaro e Celso, 1534 circa) e san Bernardino è un adattamento del sant'Antonio da Padova nel Sant'Antonio da Padova tra i santi Antonio Abate e Nicola da Tolentino (Pinacoteca Tosio Martinengo dalla chiesa di Santa Maria delle Grazie, 1530 circa). Le mitrie deposte a terra, invece, richiamano la soluzione già adottata nello stendardo delle Sante Croci e sono del tutto uguali, anche nei colori.
Nel National Gallery Report del 2 aprile 1860 è scritto che il dipinto sarebbe stato portato da Brescia a Cremona nel Settecento da monsignor Germani e che, alla morte di costui, sia passato nella collezione del dottor Faccioli di Verona. Da qui, infine, sarebbe stato ceduto alla Collezione Norhwick a Londra nel 1852. La notizia del passaggio di proprietà dal Faccioli al Northwick è riportata da altre fonti, ad esempio da Gustavo Frizzoni nel 1891. Non sono comunque confermabili i precedenti trasferimenti e passaggi di proprietà riportati dal Report. L'opera viene infine acquistata dalla National Gallery l'11 agosto 1859, durante l'asta della collezione di lord Northwick.
Il dipinto è stato restaurato tra il 1968 e il 1969, pulendo la superficie pittorica dai restauri eseguiti nei secoli e mettendo alla luce importanti dati per la conoscenza dell'opera: la tela è infatti composta da più pezzi giuntati, in un insieme piuttosto insolito. La metà inferiore, dove sono i cinque santi, si compone di due strisce giuntate su una linea orizzontale che passa sopra il mignolo della mano destra di san Francesco. La metà superiore, invece, è composta da ben cinque pezzi, il più grande dei quali ospita il gruppo centrale della Madonna col Bambino e le due sante. Il pezzo parte dal bordo destro della tela, senza toccare né il superiore né il sinistro, ai quali si raccorda mediante gli ultimi quattro frammenti in forma di strisce. Cecil Gould, che pubblica nel 1975 i risultati del restauro, ipotizza che, data la grandezza dell'opera, questa fu dipinta nelle due metà separate, che sarebbero poi state unite al momento del posizionamento. Lo studioso pensa pertanto ad un errore nel taglio iniziale dei pezzi, che avrebbe reso la parte superiore troppo piccola rispetto alla sottostante, rendendosi necessario il ricorso a strisce di tela per riempire i vuoti.

## Descrizione
Il dipinto, diviso in due settori ben distinti, raffigura in basso, da sinistra a destra, i santi Girolamo, Giuseppe, Bernardino da Siena, Francesco d'Assisi e Nicola di Bari. In alto, tra le nubi, è posta la Madonna col Bambino Gesù tra le sante Caterina d'Alessandria e Chiara. Sullo sfondo, dietro al gruppo sottostante, si vede un cielo terso, rigato da alcune nuvole.
San Bernardino regge un libro con l'iscrizione "PATER / MANI/FESTA/VI NO/MEN // TVVM / HOMI/NI/BVS" ("Padre, ho manifestato il tuo nome agli uomini"), mentre ai suoi piedi sono deposte tre mitrie con incisi i nomi delle diocesi rette dal santo durante la sua vita: Urbino, Ferrara e Siena.

## Stile
Joseph Archer Crowe e Giovanni Battista Cavalcaselle, nel 1871, scrivono che il dipinto è vigorosamente colorito col solito impasto in tono argentino caratteristico del Moretto.
Gustavo Frizzoni, nel 1891, giudica il dipinto non fra i migliori del Moretto, assegnandolo tra il 1540 e il 1550 e lamentando un cattivo stato di conservazione. Durante il restauro del 1968, di cui si è già parlato, la tela è stata comunque trovata in buono stato e il commento del Frizzoni doveva probabilmente riferirsi ai vari ritocchi lungo le linee di giuntura dei pezzi di cui si è parlato.
L'opera, nella quale è rilevabile la presenza di interventi di bottega, è comunque marcatamente autografa e ciò è deducibile dall'impostazione generale della raffigurazione, in particolare nel modo in cui, nella parte inferiore, sta avvenendo l'intensa conversazione religiosa tra i cinque santi, assorbiti in un'atmosfera contemplativa tipica delle analoghe pale del Moretto. Secondo Pier Virgilio Begni Redona, che scrive nel 1988, la parte più vivace ma "improntata dall'intervento di bottega è la parte "celestiale", animata da quell'irrompere di folate ventose pluridirezionali, comune sì ad alcune invenzioni morettesche, ma particolarmente approfondite nella cerchia dei seguaci. Brani di una vivacità narrativa, già incline al manierismo, sono pertanto gli svolazzi del velo della Madonna e della chioma bipartita di santa Caterina, così come la posizione di santa Chiara collocata in evidente forzatura di controvento. Ma sono attitudini d'un Moretto che sembra non avere ancora esaurita la fase baldanzosamente giovanile, qui richiamata con più vigore nella diffusa chiarità e nella lucentezza delle sete delle creature celesti".